# Magerrasen von Gronau mit angrenzenden Flächen
Magerrasen von Gronau mit angrenzenden Flächen este o arie protejată (arie specială de conservare — SAC, sit de importanță comunitară — SCI) din Germania întinsă pe o suprafață de 159,62 ha, integral pe uscat.

## Localizare
Centrul sitului Magerrasen von Gronau mit angrenzenden Flächen este situat la coordonatele 49°41′04″N 8°39′27″E / 49.6844°N 8.6575°E.

## Înființare
Situl Magerrasen von Gronau mit angrenzenden Flächen a fost declarat sit de importanță comunitară în iunie 2000 pentru a proteja 2 specii de animale. Situl a fost protejat și ca arie specială de conservare în martie 2008.

## Biodiversitate
Situată în ecoregiunea continentală, aria protejată conține 4 habitate naturale: Pajiști uscate seminaturale și facies de acoperire cu tufișuri pe substraturi calcaroase (Festuco-Brometalia) (* situri importante pentru orhidee), Fânețe de joasă altitudine (Alopecurus pratensis, Sanguisorba officinalis), Păduri de fag Luzulo-Fagetum, Păduri aluvionare cu Alnus glutinosa și Fraxinus excelsior (Alno-Padion, Alnion incanae, Salicion albae).
La baza desemnării sitului se află mai multe specii protejate:
- mamifere (1): liliac comun (Myotis myotis)
- nevertebrate (1): Euplagia quadripunctaria

Pe lângă speciile protejate, pe teritoriul sitului au mai fost identificate 23 de specii de plante, 3 specii de nevertebrate.